# Veterans Memorial Stadium (Quincy)
Ne doit pas être confondu avec Veterans Memorial Stadium (Samoa américaines).
Le Veterans Memorial Stadium est un stade omnisports américain (servant principalement pour le football américain, le soccer et la crosse) situé à Quincy, dans la banlieue sud de Boston, au Massachusetts.
Le stade, doté de 5 000 places et inauguré aux alentours de 1937-1938, sert d'enceinte à domicile pour l'équipe de crosse du Cannons de Boston, ainsi que pour l'équipe lycéenne de football américain du Quincy High School.

## Histoire
Le terrain sur lequel se trouve le stade fait partie du Merrymount Park, qui a été offert à la ville par la famille Adams (le stade actuel a remplacé un ancien terrain sportif connu sous le nom de Pfaffman’s Oval, une piste en terre battue avec un grand remblai sur un côté, qui faisait un amphithéâtre naturel pour les spectateurs).
Le stade est construit en 1937-38 sous le régime de la Work Projects Administration. Il est inauguré le 25 septembre 1938 lors d'une cérémonie à laquelle assiste le sénateur Henry Cabot Lodge, Jr..
Il est initialement utilisé par les lycées du Quincy High School (QHS) et du North Quincy High School (NQHS), pour leur équipe d'athlétisme et de football américain, situés à proximité du stade.
Le stade accueillait chaque année le match entre la QHS et la NQHS pour le Thanksgiving Day Game.
Durant les années 1960, l'équipe de football américain de NFL des New England Patriots, jouent plusieurs matchs de pré-saison au Veterans Memorial Stadium.
En 1976, l'équipe de soccer de North American Soccer League (NASL) des Boston Minutemen utilisent le stade pour leurs matchs à domicile.
Il est rénové en 2006 pour la somme de 1,2 million $ (incluant une meilleure accessibilité et un nouveau terrain en pelouse synthétique).
Il est nouveau rénové en 2018 pour la somme de 1,5 million $ (incluant un nouveau tableau d'affichage éléctronique).
Depuis 2019, le stade accueille les matchs à domicile de l'équipe de crosse de Major League Lacrosse (MLL) des Boston Cannons. Le match inaugural a lieu le 1er juin 2019 entre les Boston Cannons et les New York Lizards.